# Вольная борьба на летних Олимпийских играх 2016 — до 74 кг (мужчины)
Соревнования по вольной борьбе в весовой категории до 74 килограммов на летних Олимпийских играх 2016 года прошли 19 августа 2016 года на Арене Кариока 2 с 10:00 до 13:00 и с 16:00 до 19:00 В этом весе приняли участие 20 спортсменов.

## Превью
Федерация Объединённый мир борьбы называет следующих спортсменов претендентами на призовые места:
Фавориты
- Безусловным и единственным фаворитом действующий олимпийский, трёхкратный (и действующий) чемпион мира Джордан Барроуз (№ 1 мирового рейтинга);

Претенденты
- Бронзовый призёр чемпионата мира 2015 года, чемпион Европейских игр 2015 года Аниуар Гедуев (№ 2);
- Хассан Яздани (№ 4), чемпион мира 2014 года среди юниоров, серебряный призёр чемпионата мира 2015 года в не-олимпийской весовой категории до 70 килограммов;

Тёмные лошадки
- Ливан Лопес (№ 6), бронзовый призёр олимпийских игр 2012 года в весовой категории до 66 килограммов;
- Сосукэ Такатани (№ 14), серебряный призёр чемпионата мира 2014 года.

## Турнир

### Призёры
| Золото             | Серебро              | Бронза                       |
| Хассан Яздани Иран | Аниуар Гедуев Россия | Джабраил Гасанов Азербайджан |
| Хассан Яздани Иран | Аниуар Гедуев Россия | Сонер Демирташ Турция        |